# Zsuzsa Matulai
Zsuzsa Matulai (n. 14 noiembrie 1955, Kisbér, Komárom-Esztergom, Ungaria) este o gimnastă artistică maghiară retrasă.

## 1974
La Campionatul Mondial de Gimnastică Artistică din 1974 s-a clasat pe locul 3, după Uniunea Sovietică (aur) și Republica Democrată Germană (argint), alături de colegele ei: Ágnes Bánfai, Mónika Császár, Marta Egervari, Zsuzsa Nagy și Krisztina Medveczky.